# Alertas de emergencia inalámbricas

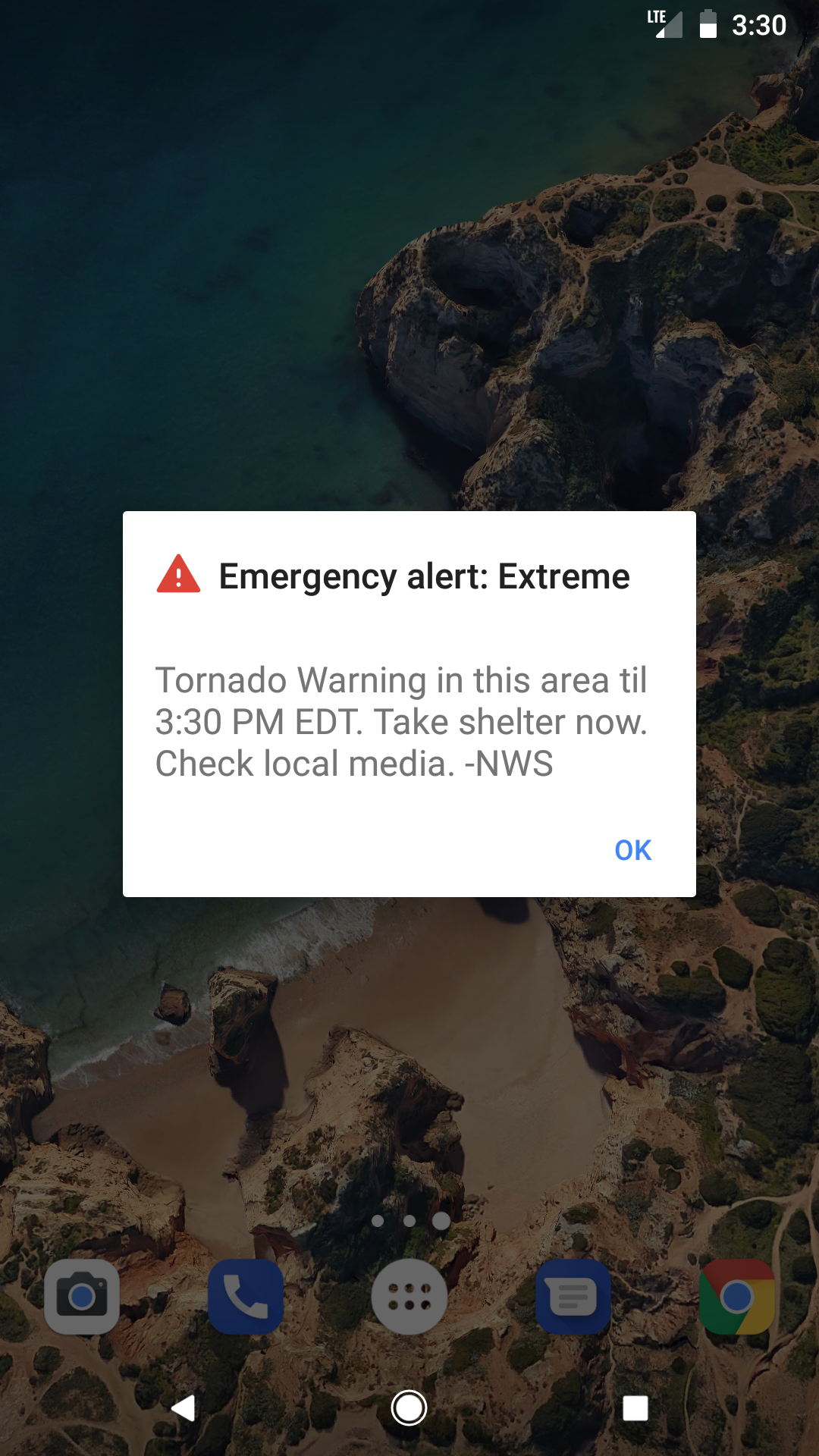
Un ejemplo de alerta de emergencia inalámbrica en un teléfono inteligente Android, que indica una advertencia de tornado en el área cubierta.

Alertas de Emergencia Inalámbricas (WEA por sus siglas en inglés), conocidas anteriormente como el Sistema de Alerta Móvil Comercial (CMAS por sus siglas en inglés), y antes de eso como la Red de Alerta Personalizada Localizada (PLAN por sus siglas en inglés), es una red de alerta en los Estados Unidos diseñada para difundir alertas de emergencia a dispositivos móviles como teléfonos celulares y dispositivos de búsqueda. Las organizaciones pueden difundir y coordinar alertas de emergencia y mensajes de advertencia a través de WEA y otros sistemas públicos mediante el Sistema Integrado de Alerta Pública y Advertencia.

## Antecedentes
La Comisión Federal de Comunicaciones propuso y aprobó la estructura de la red, los procedimientos operativos y los requisitos técnicos entre 2007 y 2008 como: la respuesta al aviso, la alarma, y la Red de Respuesta (WARN), con una ley aprobada por el Congreso de Estados Unidos en 2006, que asignó 106 millones de dólares para financiar el programa. El CMAS permitirá a las agencias federales aceptar y enviar alertas del Presidente de Estados Unidos, del Servicio Meteorológico Nacional (NWS) y de los centros de operaciones de emergencia, y enviar las alertas a los proveedores de servicios de telefonía móvil participantes, que distribuirán las alertas a sus clientes con dispositivos compatibles, mediante el Cell Broadcast, una tecnología similar a los mensajes de texto SMS que ofrece simultáneamente mensajes a todos los teléfonos que utilizan una antena de telefonía móvil en lugar de destinatarios individuales.
El gobierno de EE. UU. ha propuesto emitir tres tipos de alertas a través de este sistema:
- Alertas emitidas por el presidente de Estados Unidos.
- Alertas de amenazas inminentes a la seguridad de la vida, emitidas en dos categorías distintas: amenazas extremas y amenazas graves.
- "Alertas AMBER".[3]

Cuando se recibe la alerta, se reproduce un sonido si el timbre está conectado. En casi todos los dispositivos, los tonos de atención de radio/TV del "Emergency Broadcast System" (sistema de transmisión de emergencia) tienen un patrón predeterminado.
El sistema es un esfuerzo de colaboración entre la Agencia Federal de Emergencias (FEMA), el Departamento de Seguridad Nacional, la Dirección de Ciencia y Tecnología (DHS S&T), la Alianza para Soluciones de la Industria de las Telecomunicaciones (ATIS), y la Asociación de la Industria de las Telecomunicaciones (TIA),

## Usos notables
- Explosiones en el Maratón de Boston de 2013 - Se emitió un aviso a través de la CMAS por parte de la Agencia de Gestión de Emergencias de Massachusetts.[8]
- Atentados en Nueva York y Nueva Jersey de 2016 - Se emitió una alerta en la ciudad de Nueva York con el nombre de un sospechoso pidiendo la colaboración ciudadana, dos días después de los atentados.